# Gallobeudantit
Gallobeudantit ist ein sehr selten vorkommendes Mineral aus der Mineralklasse der „Phosphate, Arsenate und Vanadate“. Er kristallisiert im trigonalen Kristallsystem mit der chemischen Zusammensetzung Pb(Ga,Al,Fe)3[(OH)6|SO4|AsO4] und ist damit chemisch gesehen ein Blei-Gallium-Sulfat-Arsenat mit zusätzlichen Hydroxidionen (OH−).
Gallobeudantit entwickelt isolierte rhomboedrische, durch {0001} modifizierte Kristalle bis zu 1 mm Größe, die eine intensive chemische Zonierung aufweisen und blassgelb, grünlich oder cremefarben gefärbt sind. Gelegentlich diskusförmig ausgebildete Kristalle treten zu subparallelen Aggregaten zusammen.

## Etymologie und Geschichte
Die Typstufe des Gallobeudantits, die wahrscheinlich um 1960 in der Tsumeb Mine geborgen wurde, befand sich in der Privatsammlung von Mark N. Feinglos, wo sie lange Zeit für Fleischerit gehalten wurde. In der Folge von Untersuchungen zum natürlichen Vorkommen extensiver Gallium-Substitution in Mineralen der Jarosit-Alunit-Familie wurden auch Kristalle dieser Stufe untersucht, die sich nach entsprechenden Analysen als neues Mineral herausstellten. Das Mineral wurde 1994 von der International Mineralogical Association (IMA) anerkannt und 1996 von einem US-amerikanisch-kanadischen Forscherteam mit John Leslie Jambor, DeAlton R. Owens, Joel D. Grice und Mark N. Feinglos als Gallobeudantit beschrieben. Benannt wurde es nach der kristallchemischen und strukturellen Verwandtschaft mit Beudantit und der Dominanz von Gallium auf der Position, die bei den Mineralen des Jarosit-Typs üblicherweise von Fe3+ eingenommen wird.
Typmaterial des Minerals (Holotyp) wird im Canadian Museum of Nature, Ottawa in Kanada (Katalog-Nr. 81518), sowie im Geological Survey of Canada, Ottawa, aufbewahrt.

## Klassifikation
Da der Gallobeudantit erst 1994 als eigenständiges Mineral anerkannt wurde, ist er in der letztmalig 1977 überarbeiteten 8. Auflage der Mineralsystematik nach Strunz noch nicht verzeichnet.
In der zuletzt 2018 überarbeiteten Lapis-Systematik nach Stefan Weiß, die formal auf der alten Systematik von Karl Hugo Strunz in der 8. Auflage basiert, erhielt das Mineral die System- und Mineralnummer VII/B.35-075. Dies entspricht der Klasse der „Phosphate, Arsenate und Vanadate“ und dort der Abteilung „Wasserfreie Phosphate, mit fremden Anionen F,Cl,O,OH“, wo Gallobeudantit zusammen mit Beudantit, Corkit, Hidalgoit, Hinsdalit, Kemmlitzit, Schlossmacherit, Svanbergit und Woodhouseit die „Beudantitgruppe“ mit der Systemnummer VII/B.35 bildet.
Die von der International Mineralogical Association (IMA) zuletzt 2009 aktualisierte 9. Auflage der Strunz’schen Mineralsystematik ordnet den Gallobeudantit ebenfalls in die Abteilung der „Phosphate usw. mit zusätzlichen Anionen; ohne H2O“ ein. Diese ist allerdings weiter unterteilt nach der relativen Größe der beteiligten Kationen und dem Stoffmengenverhältnis der zusätzlichen Anion zum Phosphat-, Arsenat- bzw. Vanadatkomplex (RO4), so dass das Mineral entsprechend seiner Zusammensetzung in der Unterabteilung „Mit mittelgroßen und großen Kationen; (OH usw.) : RO4 = 3 : 1“ zu finden ist, wo es zusammen mit Beudantit, Corkit, Hidalgoit, Hinsdalit, Kemmlitzit, Svanbergit, Weilerit und Woodhouseit sowie dem bisher als fraglich geltenden  Orpheit die „Beudantitgruppe“ mit der Systemnummer 8.BL.05 bildet.
In der vorwiegend im englischen Sprachraum gebräuchlichen Systematik der Minerale nach Dana hat Gallobeudantit die System- und Mineralnummer 43.04.01.10. Dies entspricht ebenfalls der Klasse der „Phosphate, Arsenate und Vanadate“ und dort der Abteilung „Phosphate“, wo das Mineral zusammen mit Beudantit, Corkit, Hidalgoit, Hinsdalit, Kemmlitzit, Svanbergit, Weilerit und Woodhouseit in die „Beudantitgruppe“ mit der Systemnummer 43.04.01 innerhalb der Unterabteilung „Zusammengesetzte Phosphate etc., (Wasserfreie zusammengesetzte Anionen mit Hydroxyl oder Halogen)“ zu finden ist.

## Chemismus
Gallobeudantit hat die gemessene chemische Zusammensetzung Pb1,04(Ga1,49Fe3+0,82Al0,62Zn0,10Ge0,02)Σ=3,05[(AsO4)1,14(SO4)0,86]Σ=2,00(OH)5,94. Diese Formel kann vereinfacht als PbGa3(AsO4,SO4)2(OH)6 mit AsO4:SO4 = 1:1 geschrieben werden, was 29,63 % PbO; 37,32 % Ga2O3; 15,25 % As2O5; 10,63 % SO3 und 7,17 % H2O erfordert. Gallobeudantit ist damit ein weiterer Vertreter der galliumhaltigen Minerale; von den acht derzeit (2016) bekannten Gallium-Mineralen sind damit immerhin sechs auch in Tsumeb gefunden worden, die dazu hier auch alle ihre Typlokalität haben. Für fünf davon (Gallobeudantit, Galloplumbogummit, Krieselit, Söhngeit und Tsumgallit) ist Tsumeb bislang der weltweit einzige Fundort.

## Kristallstruktur
Gallobeudantit kristallisiert im trigonalen Kristallsystem in der Raumgruppe R3m (Raumgruppen-Nr. 160), mit den Gitterparametern a = 7,225 Å und c = 17,03 Å sowie drei Formeleinheiten pro Elementarzelle.
Aus kristallstruktureller Sicht gehört Gallobeudantit in die Alunit-Übergruppe und ist isostrukturell mit Corkit, wobei in der Kristallstruktur Gallium das Eisen und Arsen den Phosphor ersetzt. Wie in Corkit und Beudantit ist das Pb-O-Polyeder ein Ikosaeder, wobei die sechs Pb-O-Bindungslängen mit 2,82 Å größer als die sechs Pb-OH-Bindungslängen mit 2,78 Å sind. Das Gallium-Polyeder ist ein leicht verzerrtes Oktaeder, welches (001)-Schichten von Polyedern mit gemeinsamen Ecken bildet. Die zwei Tetraeder-Positionen [AsO4] und [SO4] sind parallel [001] ausgerichtet. Die Positionen sind gut geordnet, was durch die durchschnittlichen Bindungslängen demonstriert wird, welche mit 1,70 Å für As-O und 1,55 Å für S-O in Übereinstimmung mit den Bindungslängen anderer Arsenate und Sulfate stehen. Es ist der Ordnungsgrad dieser beiden Tetraeder-Positionen, welcher die Erniedrigung der Symmetrie von R3m zu R3m bestimmt. In der neuen Nomenklatur der Alunit-Übergruppe wird allerdings die Notwendigkeit von Untersuchungen zur Kristallstrukturverfeinerung zum tatsächlichen Nachweis eines größeren Ordnungsgrades der Tetraeder-Positionen im Gallobeudantit betont.

## Eigenschaften

### Morphologie
Gallobeudantit bildet maximal 200 µm große Kristalle, die als tragende Form das Rhomboeder {1011} zeigen, das gelegentlich durch die Flächen des Basispinakoids {0001} modifiziert wird. Die Größe der auf Skorodit sitzenden Gallobeudantit-Kristalle aus einem zweiten Fund erreicht hingegen bis zu 1 mm. Hierbei handelt es sich um diskusförmige Kristalle, die als tragende Form wahrscheinlich ein ganz flaches Rhomboeder besitzen.

### Physikalische und chemische Eigenschaften
Die Kristalle des Gallobeudantit sind blassgelb, leicht grünlich oder cremefarben, die Strichfarbe des Minerals wird als weiß bis blassgelb beschrieben. Die Oberflächen der durchsichtigen Kristalle weisen einen glasartigen Glanz auf. Das Mineral besitzt keine Spaltbarkeit, bricht aber aufgrund seiner Sprödigkeit ähnlich wie Glas oder Quarz, wobei die Bruchflächen eben bis muschelig ausgebildet sind. Der ebene Bruch kann allerdings auch ein Hinweis auf die gute Spaltbarkeit nach {0001} sein, die andere Vertreter der Beudantit-Gruppe zeigen.
Mit einer Mohshärte von 4 gehört Gallobeudantit zu den mittelharten Mineralen, die sich ähnlich wie das Referenzmineral Fluorit mit einem Taschenmesser leicht ritzen lassen. Die berechnete Dichte des Minerals liegt bei 4,61 g/cm³.

## Modifikationen und Varietäten
Gallobeudantit ist das galliumdominante Analogon zum Fe3+-dominierten Beudantit. Die Kristalle zeigen eine intensive chemische Zonierung und enthalten u. a. Zonen aus galliumreichem Beudantit sowie aus Hidalgoit. Weitere Zonen bestehen aus den bislang noch nicht beschriebenen galliumreichen Analoga von Segnitit, Corkit, Kintoreit und Arsenocrandallit. Der letztere enthält bis zu 12,7 Gew.-% GeO2, was ungefähr 75 % der möglichen Germanium-Substitution entspricht, wenn man eine Formel mit Ca(Ga,Al,Fe)2Ge4+(AsO4)2(OH)6 annimmt. Der größte Teil der < 100 µm großen Kristalle besteht in seiner Außenzone aus einem Ca-Ga-AsO4-Beudantittyp-Analogon.

## Bildung und Fundorte
Das Mineral konnte bisher (Stand 2016) nur an seiner Typlokalität gefunden werden. Als Typlokalität gilt die weltberühmte Cu-Pb-Zn-Ag-Ge-Cd-Lagerstätte der „Tsumeb Mine“ (Tsumcorp Mine) in Tsumeb, Region Oshikoto, Namibia. Darüber hinaus sind von diesem Mineral bisher auch nur zwei Stufen mit zwei verschiedenen Paragenesen beschrieben worden.
Gallobeudantit stammt aus der Oxidationszone der in Dolomitsteinen sitzenden hydrothermalen polymetallischen Erzlagerstätte Tsumeb, wobei der genaue Fundort unbekannt geblieben ist. Die 3 × 3 × 1,5 cm große Typstufe besteht aus schwärzlichem massivem Kupfererz, bei dem es sich um ein germanitartiges Erz mit bis zu 3 mm großen Renierit-Einschlüssen sowie einem 1 mm mächtigen Gängchen aus Otjisumeit handelt. Der Gallobeudantit findet sich in Hohlräumen im Erz, auf der Oberfläche der Stufe sitzen fein verteilt und lokal Hämatit und Goethit, wenige Stolzit-Kristalle, sowie schwammartiges quecksilberhaltiges Silber. Die vollständige Suite der Begleitminerale des Minerals besteht also aus Stolzit, quecksilberhaltigem Silber, Otjisumeit, galliumhaltigem Beudantit, galliumhaltigem Hidalgoit, Hämatit, Goethit, Renierit, Gallit, galliumhaltigem Tennantit und Chalkosin.
Bei einer zweiten Stufe sitzen auf einem 5 mm großen Skorodit-Kristall um 1 mm große, diskusförmige Gallobeudantit-Kristalle von gelblicher Färbung. Darüber hinaus enthielt der Skorodit-Kristall 9,5 % Ga2O3, womit es sich um eine extrem galliumreiche Varietät dieses Minerals handelt.